# Корона Святого Вацлава

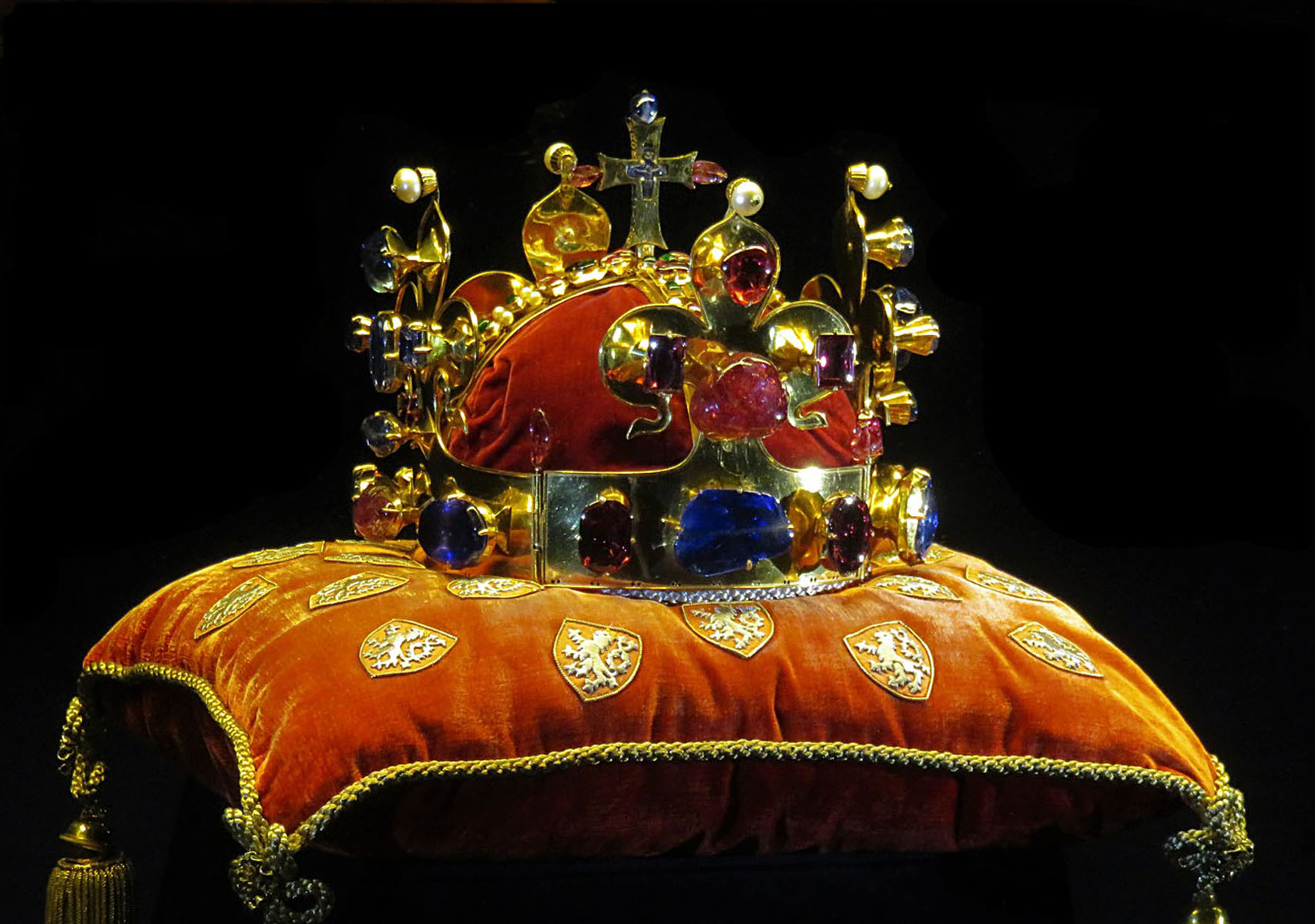
Корона Святого Вацлава

Корона Святого Вацлава (чеш. Svatováclavská koruna, нем. Wenzelskrone) — корона, входящая в состав Чешских королевских регалий, изготовленная в 1346 году.
Карл IV, король Богемии и император Священной Римской Империи, сделал её для своей коронации, посвятив её первому святому покровителю страны — св. Вацлаву, и завещал её в качестве государственной короны для коронаций королей Богемии. По приказу Карла IV новая королевская корона была помещена в собор Святого Вита, однако позже она была перенесена в замок Карлштейн. В последний раз она использовалась для коронации Фердинанда V в 1836 году.

## Описание
Корона Святого Вацлава изготовлена из золота весом от 21 до 22 карат (от 88 до 92 %) и украшена 91 драгоценным камнем и 20 жемчужинами. В нём в общей сложности 19 сапфиров, 44 шпинели, 30 изумрудов и 1 красный эльбаит (разновидность рубеллита), часто ошибочно называемый рубином.
Корона имеет два обруча и вертикальный крест в точке пересечения. Нет никакого монда; крест стоит прямо на короне. Он весит два с половиной килограмма. Сапфировый крест имеет вставную камею, в которой вырезана сцена Распятия.

## Расположение
В отличие от многих других европейских королевских сокровищ, корона Святого Вацлава обычно не выставляется на всеобщее обозрение, и показывается только точная копия. Наряду с другими драгоценностями богемской короны, она хранится в помещении собора Святого Вита, куда можно попасть через капеллу Святого Вацлава. Точное местонахождение палаты широкой общественности не разглашается. Вход в помещение запирается семью замками, ключи от которых находятся у Президента Чешской Республики, Председателя Палаты депутатов парламента, Председателя Сената Чехии, премьер-министра, мэра Праги, архиепископа Праги и настоятеля столичного капитула собора Святого Вита в Праге. Драгоценность покидает хранилище и демонстрируется в течение нескольких дней в особо примечательных случаях примерно раз в пять лет. Корона была выставлена в мае 2016 года в ознаменование 700-летия со дня рождения Карла IV, а в мае 2013 года-в честь инаугурации нового президента Чехии.